# Grande-Rivière-du-Nord
Grande-Rivière-du-Nord (em crioulo, Grann Rivyè dinò), é uma comuna do Haiti, situada no departamento do Norte e no arrondissement de Grande-Rivière-du-Nord. De acordo com o censo de 2003, sua população total é de 29.815 habitantes.